# Phường 1, Tuy Hòa
Phường 1 là một phường thuộc thành phố Tuy Hòa, tỉnh Phú Yên, Việt Nam.

## Địa lý
Phường 1 có diện tích 4,13 km², dân số năm 2022 là 12.727 người, mật độ dân số đạt 3.081 người/km².

## Hành chính
Phường 1 được chia thành 4 khu phố: 1, 2, 3, 4.

## Lịch sử
Ngày 28 tháng 9 năm 2024, Ủy ban Thường vụ Quốc hội ban hành Nghị quyết số 1200/NQ-UBTVQH15 về việc sắp xếp đơn vị hành chính cấp xã của tỉnh Phú Yên giai đoạn 2023 – 2025 (nghị quyết có hiệu lực từ ngày 1 tháng 11 năm 2024). Theo đó, sáp nhập toàn bộ 3,58 km² và quy mô dân số là 6.408 người của xã Bình Ngọc vào Phường 1.
Phường 1 có 4,13 km² diện tích tự nhiên và quy mô dân số là 12.727 người.